# 格雷戈·阿貝特
格雷戈·阿貝特（1983年6月19日—），愛沙尼亞籃球運動員，現在效力於愛沙尼亞球隊BC Kalev/Cramo。他也代表愛沙尼亞國家男子籃球隊參賽。